# غازي حمود العبيدي
غازي حمود أل رميزان الشاهري العبيدي كان سياسيا عراقيا وعضوا في القيادة القطرية لحزب البعث العربي الاشتراكي، وكان مسؤولا عن تنظيمات محافظة واسط.
ولد سنة 1944 في بغداد.
تولى منصب محافظ البصرة في عام 1980، ثم تولى منصب محافظ ميسان عام 1983.
ورد اسمه ضمن قائمة العراقيين المطلوبين لدى الولايات المتحدة، وظهر ضمن مجموعة أوراق اللعب لأهم المطلوبين العراقيين، فألقي القبض عليه في 7 أيار/مايو 2003
نشرت مصادر عن أنه أفرج عنه في نيسان/أبريل 2005 في زمن حكومة إياد علاوي بسبب مرض السرطان، إلآ أن وزير الدولة لشؤون الأمن الوطني قد نفى ذلك، إلا أن هنالك مواطنين من منطقة زيونة في بغداد التي يسكن فيها غازي حمود قد أكدوا أنه جاء إلى منزله، لكن المتحدث باسم حكومة إبراهيم الجعفري أعلن أنه يسعى لاعادة اعتقاله وقد أصدرت مذكرة اعتقال بحقه بعد أن أفرج عنه في حكومة إياد علاوي.
توفي بسبب مرض السرطان في نيسان/أبريل 2007.
في عام 2017، أقر مجلس النواب العراقي قانونا ينص على مصادرة الأموال المنقولة وغير المنقولة لكل من صدام حسين وزوجاته وأولاده وأحفاده وأقربائه حتى الدرجة الثانية ووكلائهم ومصادرة أموال قائمة من 52 من أركان النظام السابق، كان من بينهم غازي حمود العبيدي.

## روابط خارجية
- صورتان له في موقع الفيسبوك